# Rote (flyg)
För andra betydelser, se Rote.

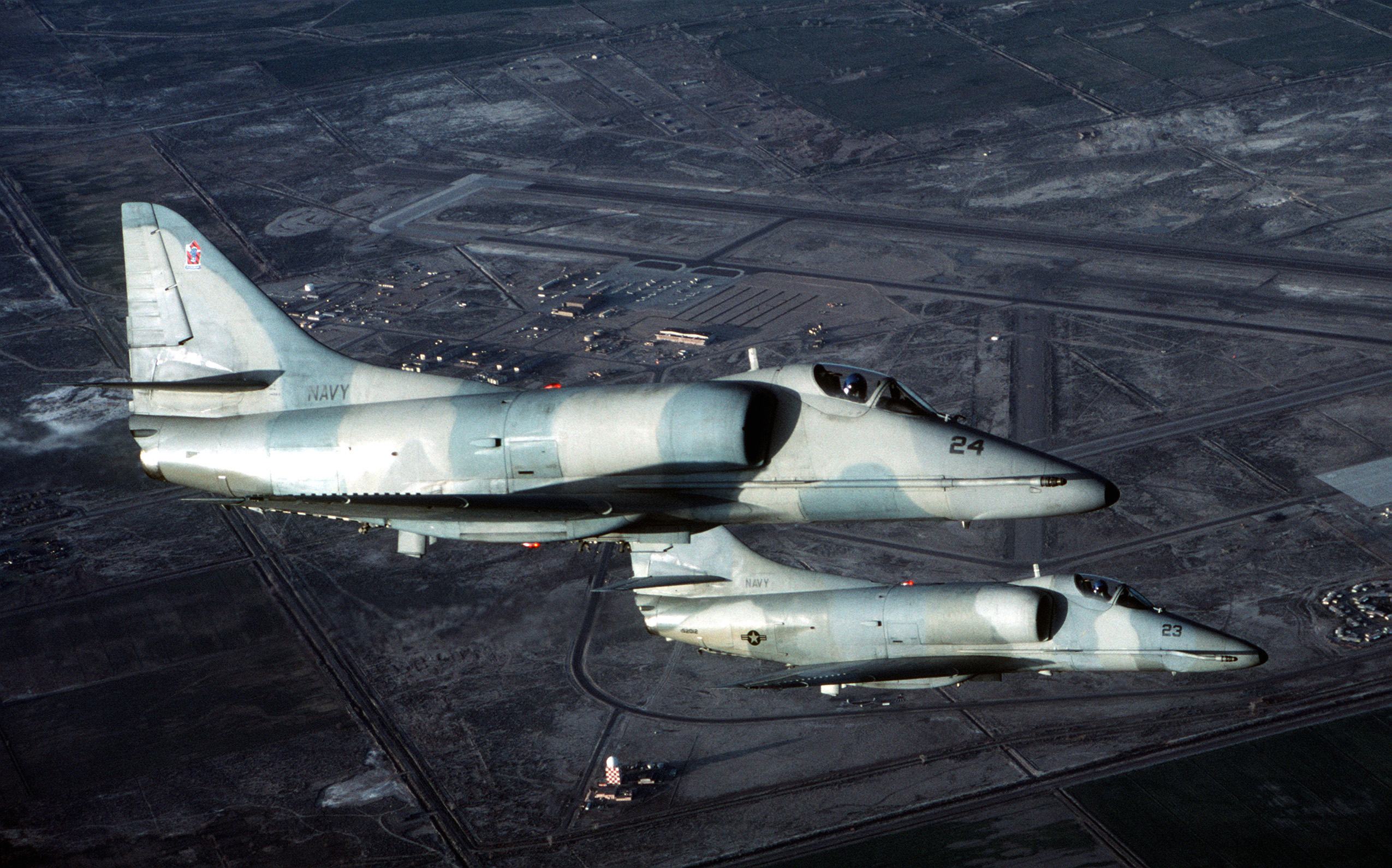
Två Douglas A-4 Skyhawk i rote.

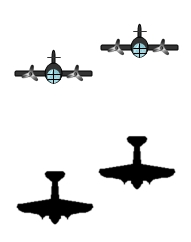
Rote

Rote (engelska: twoship, two ship formation, pair eller fighting wing) är den minsta formationsenhet som används inom militärflyget och består av två luftfartyg (flygplan/helikoptrar). Roten består av en "roteetta" samt en "rotetvåa", där ettan är chef samt leder formationen. Hur tvåan förhåller sig till ettan i avstånd och position regleras av en rad begrepp:
För att ange det inbördes avståndet mellan tvåan och ettan används de båda formationskategorierna:
- Formerat - där avståndet beror på flygplanstyp men är mellan 10 och 20 meter. Här är platshållningen viktig, då det är korta avstånd mellan luftfartygen. Tvåan håller vanligtvis sin plats i förbandet med så kallade "ögonmärken" mellan sig själv och ettan (kan till exempel vara två föremål på ettan som man strävar efter att de visuellt överlappar varandra).
- Grupperat - en friare form med större avstånd mellan ettan och tvåan, mellan 50 och 200 meter. Här är även platshållningen friare, tvåan använder inga ögonmärken och kan fritt röra sig i en sektor bakom ettan.

När man flyger formerat är positionen viktig och en rote kan inta tre formationstyper:
- Flank - där ligger tvåan cirka 45 grader snett bakom ettan. Om tvåan ligger till höger om ettan kallas detta "Flank höger" (och vice versa).
- Kolonn - där ligger tvåan rakt bakom ettan.
- Breddat (enbart flygplan) - där ligger tvåan i höjd med ettan. Om tvåan ligger till höger om ettan kallas detta "Breddat höger" (och vice versa).

Hur tvåan förhåller sig till ettan i höjdled kallas Staffling. Om tvåan befinner sig över ettan är den "positivt stafflad" och om den befinner sig under är den "negativt stafflad".
Den andra (och större) formationsenhet som används inom Flygvapnet är "Grupp" och består av tre eller flera luftfartyg. Tre luftfartyg benämns "tregrupp" (engelska: Threeship/section) och så vidare upp i storlek.